# Partido Comunista Italiano (2016)
El Partido Comunista Italiano (en italiano: Partito Comunista Italiano, PCI) es un partido político italiano de tendencia marxista.
Fue fundado en Bolonia, el 26 de junio de 2016, por el Partido Comunista de Italia (PCdI), unos miembros del Partido de la Refundación Comunista (PRC) y el Asociación para la Reconstrucción del Partido Comunista (Associazione per la Ricostruzione del Partito Comunista).
El nuevo PCI se inspira explícitamente en el antiguo Partido Comunista Italiano (1921-1991), del cual ha retomado el nombre oficial y el logotipo; en particular, se remite al pensamiento de Antonio Gramsci y al de Palmiro Togliatti.
En las elecciones generales de Italia de 2018, el nuevo PCI se adhirió a la lista Poder al Pueblo junto al Partido de la Refundación Comunista y otros partidos o movimientos políticos de izquierdas, así como centros sociales, sindicatos locales, asociaciones y comités. La lista, al obtener un 1,1% de los votos, no logró escaños en el Parlamento italiano.